# Берлек-Михайловка
Берлек-Михайловка — деревня в Нурлатском районе Татарстана. Входит в состав Елаурского сельского поселения.

## География
Находится в южной части Татарстана на расстоянии приблизительно 31 км на запад-северо-запад по прямой от районного центра города Нурлат.

## История
Основана в 1964 году при объединении Михайловки (основана в первой половине XIX века) и поселка Берлек (основан в 1920-х годах).

## Название
Название поселения "Берлек" происходит от чувашского слова "Пĕрлĕх" - "Единение, Объединится" и вторая часть Михайлов - фамилия возможно основателя.

## Население
Постоянных жителей было в Михайловке: в 1859 году — 98, в 1897—289, в 1908—324, в 1920—379, в 1926—397, в 1938—397, в 1949—268; в Берлек-Михайловке: в 1970—391, в 1979—297, в 1989—102, в 2002 году 109 (татары 93 %), в 2010 году 72.